# Ютта Вебер
Ютта Вебер (нім. Jutta Weber, 28 червня 1954) — німецька плавчиня.
Призерка Олімпійських Ігор 1972 року, учасниця 1976 року.
Призерка Чемпіонату світу з водних видів спорту 1973 року.
Призерка Чемпіонату Європи з водних видів спорту 1974 року.
Переможниця літньої Універсіади 1977 року, призерка 1973 року.